# エルサレムのアイヒマン
『エルサレムのアイヒマン──悪の陳腐さについての報告』（Eichmann in Jerusalem: A Report on the Banality of Evil）は、ハンナ・アーレントが1963年に雑誌『ザ・ニューヨーカー』に連載したアドルフ・アイヒマンの裁判の傍聴記録。
日本語版は『エルサレムのアイヒマン』（大久保和郎訳、みすず書房、新版2017年）。

## 概要

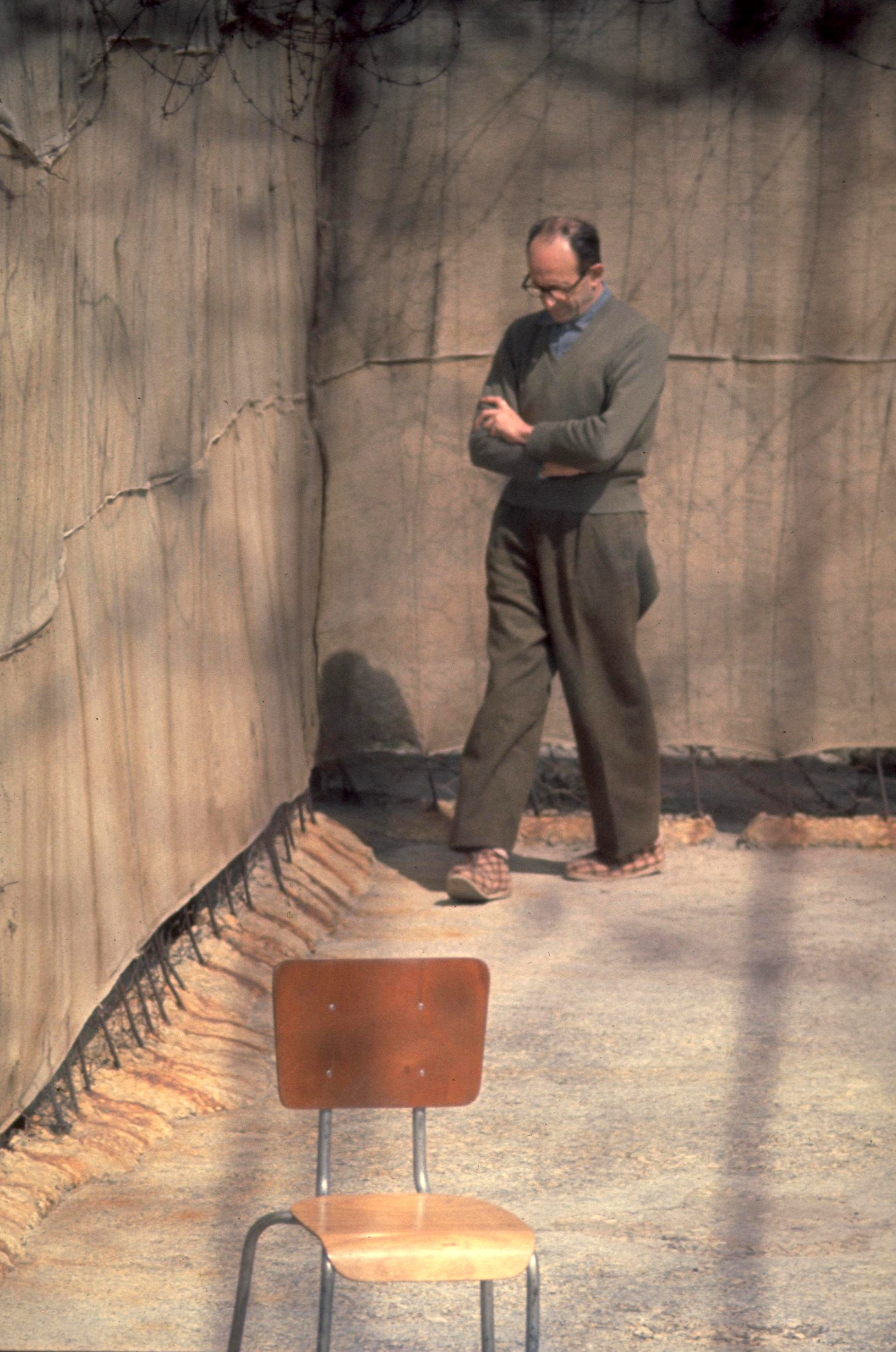
獄中のアイヒマン

アーレント自身が、1961年4月11日にエルサレムで始まった公開裁判を欠かさず傍聴しアイヒマンの死刑が執行されるまでを記した記録。裁判の様子を描いただけではなく、ホロコーストの中心人物でありながらアルゼンチンで潜伏生活を送っていたアイヒマンの暮らしぶりとイスラエルの諜報機関による強制連行の様子、更にはヨーロッパ各地域でいかなる方法でユダヤ人が国籍を剥奪され、収容所に集められ、殺害されたかを詳しく綴っている。

アーレントはこの本の中でイスラエルは裁判権を持っているのか、アルゼンチンの国家主権を無視してアイヒマンを連行したのは正しかったのか、裁判そのものに正当性はあったのかなどの疑問を投げかけた。その上で、アイヒマンを極悪人として描くのではなくごく普通の小心者で取るに足らない役人に過ぎなかったと描き、むしろユダヤ人でさえもユダヤ人ゲットーの評議会指導者のようにホロコーストへの責任を負うものさえいたとまで指摘した。こうした指摘の上で、以下の様に悪の凡庸性について論じている。
また、アーレントは国際法上における「平和に対する罪」に明確な定義がないことを指摘し、ソ連によるカティンの森事件や、アメリカによる広島・長崎への原爆投下が裁かれないことを批判している。

## 反響
発表されてすぐに『エルサレムのアイヒマン』はユダヤ人やイスラエルのシオニストたちに「自分がユダヤ人であることを嫌うユダヤ人がアイヒマン寄りの本を出した」「ナチズムを擁護したのではないか」と激しく非難された。彼女を裏切り者扱いするユダヤ人やシオニストたちに対しアーレントは、「アイヒマンを非難するしないはユダヤ的な歴史や伝統を継承し誇りに思うこととは違う。ユダヤ人であることに自信を持てない人に限って激しくアイヒマンを攻撃するものだ」と反論した。

## 批判
『エルサレムのアイヒマン』は、『ザ・ニューヨーカー』誌に掲載された直後から様々な形で批判を受けた。その一例が、連載のわずか数週間後に検察側の証人であるマイケル・マスマノによって書かれた『汚れなき良心を持った男』（Man With an Unspotted Conscience）と題された論文である 。マスマノは、アーレントが自分の先入観にとらわれ、自らの作品を「歴史的な事実とは関係のないもの」（ahistorical）にしてしまったと述べた。また、マスマノはアーレントが裁判で提示された事実を無視したことを直接批判し、「アーレント女史が述べていることと、確認された事実との間の不一致は、彼女の本の中で恐ろしいほど頻繁に生じており、権威ある歴史書としては到底受け入れられない」と述べている。また、彼はアーレントが『エルサレムのアイヒマン』で描いているようなハウザーやベングリオンに対する偏見を非難している。マスマノは、アーレントが「あまりにも頻繁に自らの固定観念」によって記述しているため、『エルサレムのアイヒマン』は正確性を備えた作品としては成り立っていないと述べている。。
さらに近年、アーレントはドイツの哲学者ベッティーナ・シュタングネトとアメリカの歴史学者デボラ・リプシュタットから批判を受けた。シュタングネトはその著作『エルサレム以前のアイヒマン』(Eichmann vor Jerusalem – Das unbehelligte Leben eines Massenmörders)の中で、アイヒマンは実際には自身の信奉するイデオロギーに基づいた反ユダヤ主義者であったと主張した。シュタングネトは、ザッセン文書（Sassen Papers）やアルゼンチンでのアイヒマンのインタビューを用いて、アイヒマンがナチスの有力者としての地位を誇りに思っていたこと、それによって意識的に殺人を行ったことを論証した。彼女は、ザッセン文書がアーレントが生きている間に開示されなかったことを認めつつも、アイヒマンが反ユダヤ主義者であることを証明する証拠が裁判では存在し、アーレントは単にそれを無視したにすぎないと述べた。デボラ・リプシュタットは著書『アイヒマン裁判』（The Eichmann Trial ）の中で、アーレントは全体主義に関する自身の見解に気を取られ、アイヒマンを客観的に判断することができなかったとしている。リプシュタットはアーレント自身の全体主義に関する著作『全体主義の起源』に言及し、アーレントは自身の著作の議論を有力なものとする根拠を求めてアイヒマンを例証として用いたとしている  。さらにリプシュタットの記述によれば、アーレントは「（全体主義的な）社会がどのようにして他人に非道な行いをさせることに成功したのかを、裁判に詳細に語らせようとした」ため、そのような予断に沿うような形で分析を行ったという 。